# إليزابيث جرينليف باتي
إليزابيث جرينليف باتي (1893-1991) مهندسة معمارية أمريكية ومهندسة مناظر طبيعية وأستاذة في الهندسة المعمارية في الشمال الشرقي للولايات المتحدة وامتدت حياتها المهنية لنصف قرن.

## التعليم وحياتها الشخصية
ولدت باتي عام 1893م في كوينسي، ماساتشوستس. كانت منحدرة من عائلة قديمة في نيو إنجلاند. تم رسم صور للعديد من أسلافها في جرينليف بواسطة رسام الحقبة الإستعمارية جوزيف بلاكبيرن، وقد تبرعت في وقت لاحق من حياتها بصورة كريستيان جولجر لصاحبها الأكبر دانيال جرينليف إلى معرض الصور الوطني.
حصلت باتي على شهادتها الجامعية في الهندسة المعمارية من معهد ماساتشوستس للتكنولوجيا في عام 1916م عن أطروحة حول موضوع تصميم مدرسة نهارية للفتيات. أمضت العامين التاليين في جروتون، ماساتشوستس، في مدرسة لوثورب لهندسة المناظر الطبيعية للنساء وحصلت على شهادتها حوالي عام 1918م.
عام 1950م، تزوجت باتي زميلها مهندس المناظر الطبيعية آرثر كولمان كومي، كونه أيضًا مُخطط مدن. وقد توفى بعد أربع سنوات.

## حياتها المهنية
امتدت مهنة باتي المهنية خمسة عقود. عملت في وقت مبكر مع العديد من المهندسين المعماريين قبل أن تنطلق بمفردها، بما في ذلك شركة ستون ووبستر (1919-1921) ولويس هاو وإليانور مانينغ.
و في عام 1922، افتتحت ورشتها الخاصة في بوسطن مع مهندس المناظر الطبيعية كونستانس بيترز.
عملت باتي وبيترز معًا في الأربعينيات من القرن الماضي، وركزوا عملهم على تصميم المناظر الطبيعية الذي كان عمليًا وأخذت الموقع بأكمله في الاعتبار. وكانت كيليان كورت واحدة من أولى لجانهم، وهي مساحة عامة رئيسية في حرم معهد ماساتشوستس للتكنولوجيا وجزء من تصميم أكبر تم توسيعه لاحقًا بواسطة مابل كيز بابكوك. تضمنت اللجان الأخرى حدائق المقر الرئيسي للسيدات المستعمرات الأمريكية في ولاية كونيتيكت والحدائق في كيمبال جينكينز العقارية (1929) في نيو هامبشاير، والتي أصبحت الآن مدرسة فنية.
درّست باتي أيضًا في مدرسة لوثورب لأكثر من عشرين عامًا، وعملت في وقت ما كمدير بالإنابة. من عام 1945م إلى عام 1963م، كانت معلمة في مدرسة رود آيلاند للتصميم (التي استوعبت مدرسة لوثورب في عام 1945م)، وترأست قسم هندسة المناظر الطبيعية في فترتين (1946-1952م، 1955-1959م).
ساهمت باتي أحيانًا بمقالات حول تصميم المناظر الطبيعية في هندسة المناظر الطبيعية والمجلات الأخرى.
أصبحت باتي زميلًة في المعهد الأمريكي للمهندسين المعماريين في عام 1933م وفي عام 1964م كانت عضوًا مؤسسًا في فرع نيو جيرسي للجمعية الأمريكية لمهندسي المناظر الطبيعية (والمرأة الوحيدة بين المؤسسين). كانت أيضًا عضوًا في الاتحاد الدولي لمهندسي المناظر الطبيعية والجمعية الأمريكية لمهندسي المناظر الطبيعية، والتي تم انتخابها في عام 1961م.
تقاعدت باتي إلى هايتستاون، نيو جيرسي وتوفيت هناك في عام 1991م.

## قراءات إضافية
هاو، ديروود، أد. «إليزابيث جرينليف باتي». في المرأة الأمريكية، 1935-1940م. ديترويت: جيل، 1981م.
ماير، سوزان سميث. «إليزابيث جرينليف باتي: امرأة ومكان حديقتها في هندسة المناظر الطبيعية». في وقائع الاجتماع السنوي للجمعية الأمريكية لمهندسي المناظر الطبيعية، 1997م.